# Ella Balinska
Ella Pascale Balinska (Londres, 4 de octubre de 1996) es una actriz británica. Conocida por protagonizar la película de comedia de acción del 2019 Charlie's Angels y la serie de televisión de acción y terror Resident Evil.

## Biografía

### Infancia y juventud
Ella Balinska nació el 4 de octubre de 1996 en Londres (Reino Unido), hija del empresario polaco Kaz Balinski-Jundzill y de la cocinera y modelo inglesa Lorraine Pascale. Es de ascendencia británica, polaca y jamaicana. Sus padres se divorciaron en el 2000 y su padre se casó con la modelo Sophie Anderton.
Jugó netball a nivel de condado y compitió en atletismo a nivel nacional, fue la lanzadora de jabalina del equipo de Londres. Asistió a la James Allen's Girls' School en Dulwich (Londres), y se fue en 2015. Luego se formó en la Guildford School of Acting en Guildford, Surrey. Se fue durante su último semestre en 2018 para trabajar y regresó en 2020 para completar sus estudios, graduándose oficialmente con una licenciatura en Bellas Artes (Actuación) en 2021. La Beca Ella Balinska se estableció a su nombre.

### Carrera
En 2017 consiguió el papel principal en The Athena (2019) como Nyela Malik. En julio de 2018 Sony Pictures Entertainment anunció a Balinska como uno de los protagonistas, junto con Kristen Stewart y Naomi Scott, de la película de 2019 Charlie's Angels, una continuación de la serie de televisión Los ángeles de Charlie y de las dos películas de 2000 y 2003. La película se estrenó el 15 de noviembre de 2019 y obtuvo críticas mixtas.
En 2020 protagonizó la película de suspense Run Sweetheart Run, que se estrenó en el Festival de Cine de Sundance. En 2022, interpretó y prestó su voz a Frey Holland, el protagonista del videojuego de rol de acción Forspoken. Desde 2022, interpreta el papel de Jade Wesker, junto a Tamara Smart, en la serie de televisión de acción y terror Resident Evil basada en la exitosa serie de videojuegos con el mismo título, estrenada en Netflix el 14 de julio de 2022. En agosto de 2022, Netflix canceló la serie después de una única temporada.
También en 2022 interpretó y prestó su voz a Frey Holland, el protagonista principal del videojuego de rol de acción Forspoken. Además está previsto que aparezca en The Occupant, una película de suspense y ciencia ficción.
En 2022, se convirtió en turntablist bajo el nombre artístico de BAX.

## Filmografía

### Películas

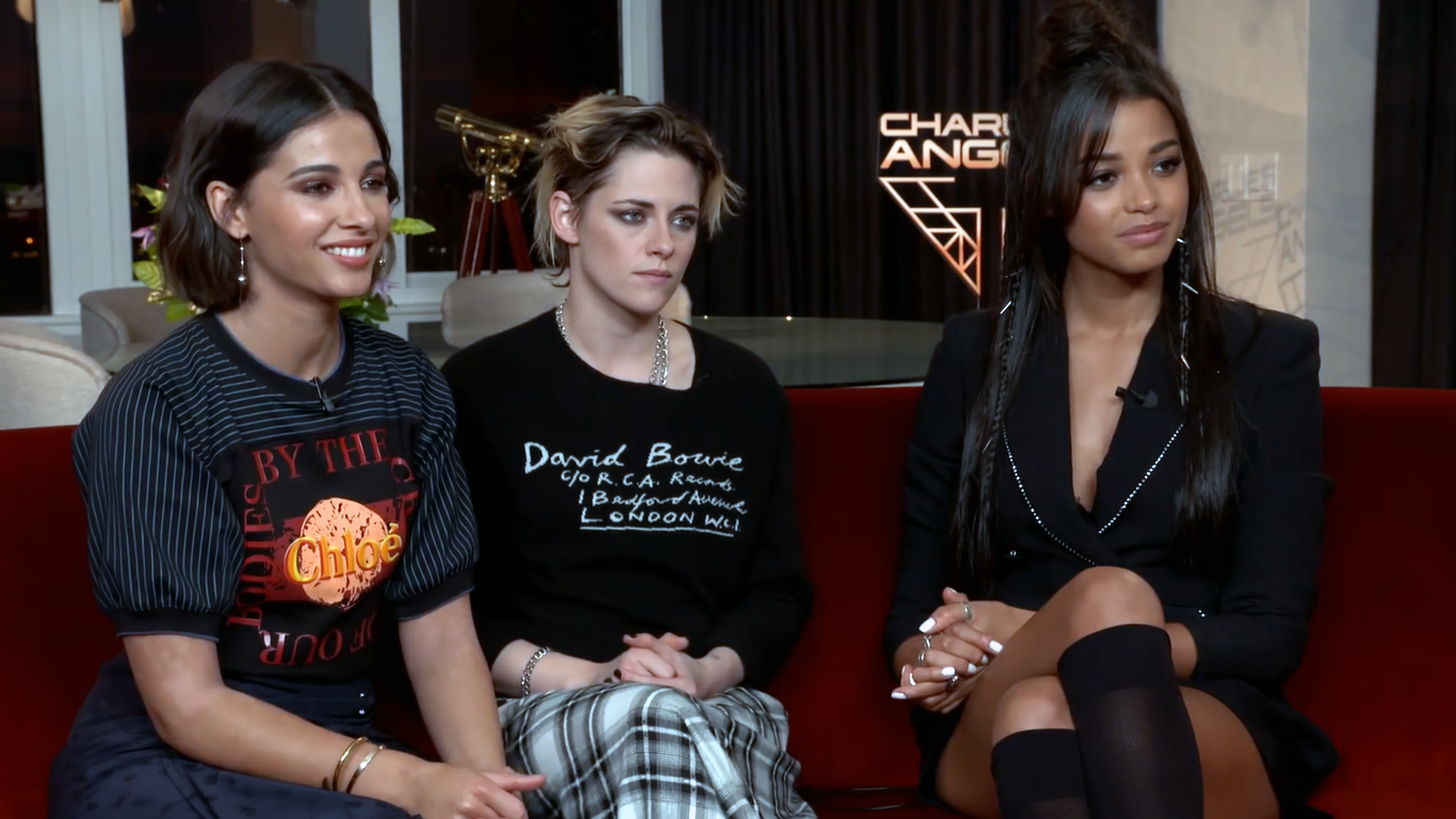
Las actrices Naomi Scott, Kristen Stewart y Ella Balinska durante una entrevista para promocionar la película Charlie's Angels en 2019

| Año  | Título                  | Papel           | Notas               | Ref.   |
| ---- | ----------------------- | --------------- | ------------------- | ------ |
| 2015 | Junction 9              | Tanya Mason     |                     |        |
| 2015 | Thanatos                | Clarice Spinoza | Cortometraje        |        |
| 2016 | Hunted                  | Agent A. Fox    | Cortometraje        |        |
| 2017 | Tiers of the Tropics    | Orla            | Cortometraje        |        |
| 2017 | Clover                  | Maya            | Cortometraje        |        |
| 2017 | Room                    | Meghan          | Cortometraje        |        |
| 2017 | 10 Men & Gwen           | Cristina        | Cortometraje        |        |
| 2019 | Charlie's Angels        | Jane Kano       |                     | [ 1 ]  |
| 2019 | Ru's Angels             | Jane Kano       | Cortometraje; cameo | [ 21 ] |
| 2022 | Run Sweetheart Run      | Cherie          |                     |        |
| 2024 | Skincare                | Jessica         |                     | [ 22 ] |
| 2025 | Marked Men: Rule + Shaw | Ayden Cross     |                     | [ 23 ] |
| 2025 | The Occupant            | Abby            |                     | [ 19 ] |

### Televisión
| Año  | Título           | Papel         | Notas                             | Ref.   |
| ---- | ---------------- | ------------- | --------------------------------- | ------ |
| 2018 | Casualty         | Susie Barbour | Temporada 32, episodio 33         | [ 24 ] |
| 2018 | Midsomer Murders | Grace Briggs  | Episodio: «Till Death Do Us Part» |        |
| 2019 | The Athena       | Nyela Malik   | Papel principal                   |        |
| 2022 | Resident Evil    | Jade Wesker   | Papel principal; 8 episodios      | [ 25 ] |

### Videojuegos
| Año  | Título    | Papel        | Notas                        | Ref.   |
| ---- | --------- | ------------ | ---------------------------- | ------ |
| 2023 | Forspoken | Frey Holland | Voz y captura de movimientos | [ 26 ] |

## Premios y nominaciones
| Año  | Premio                                   | Categoría           | Trabajo nominado | Resultado | Ref.   |
| ---- | ---------------------------------------- | ------------------- | ---------------- | --------- | ------ |
| 2019 | Screen Nation Film and Television Awards | Estrella en Ascenso | The Athena       | Nominada  | [ 15 ] |
| 2019 | National Film Awards UK                  | Mejor Actriz        | Charlie's Angels | Nominada  | [ 27 ] |